# Courbe de largeur constante

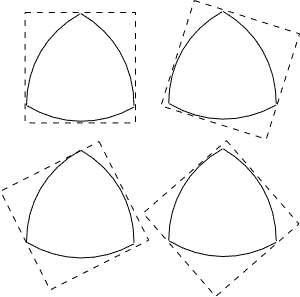
Le triangle de Reuleaux est une courbe de largeur constante.

Construire une courbe de largeur constante.

En géométrie, une courbe de largeur constante  est une courbe plane fermée dont la largeur, mesurée par la distance entre deux droites parallèles opposées qui lui sont tangentes, est la même quelle que soit l'orientation de ces droites.

## Définition
Soit une courbe plane fermée. Pour une direction donnée, on peut définir deux droites parallèles (appelées « lignes d'appui ») qui lui sont tangentes en deux points distincts. La courbe est dite de largeur constante si la distance entre les lignes d'appui est indépendante de leur direction. Cette distance est la largeur de la courbe.

## Propriétés
- Pour une courbe de largeur constante, il existe un carré auquel elle est tangente sur au moins deux côtés, quelle que soit son orientation.
- Toute courbe de largeur constante est convexe.
- Pour une largeur b donnée, le périmètre d'une courbe de largeur constante est indépendant de sa forme et est égal à π×b. Ce résultat, nommé théorème de Barbier, fut obtenu par Joseph Émile Barbier.
- La largeur d'une telle courbe est inférieure à son diamètre topologique. Dans le plan réel muni de la distance euclidienne, les deux valeurs se confondent[1].

## Exemples

### Le cercle
Le cercle est la courbe de largeur constante qui, pour une largeur donnée, entoure la plus grande aire (résultat découlant du théorème isopérimétrique et du théorème de Barbier). Inversement, pour une largeur donnée, la courbe de largeur constante possédant la plus petite aire est le triangle de Reuleaux (théorème de Blaschke-Lebesgue).
C'est notamment pour cette propriété que les bouches d'égout possèdent une forme circulaire, afin d'éviter des chutes accidentelles.

### Pièces de monnaie
Les pièces de monnaie britanniques de 20 et 50 pence possèdent un contour de largeur constante. Leur forme d'heptagone curviligne permet d'économiser du métal sans gêner la reconnaissance de ces pièces par les automates rendant la monnaie : ces automates mesurent en effet une largeur identique quelle que soit l'orientation des pièces. C'est également le cas de la pièce de 1 dollar canadien, qui a pour sa part 11 côtés.

### Polynôme

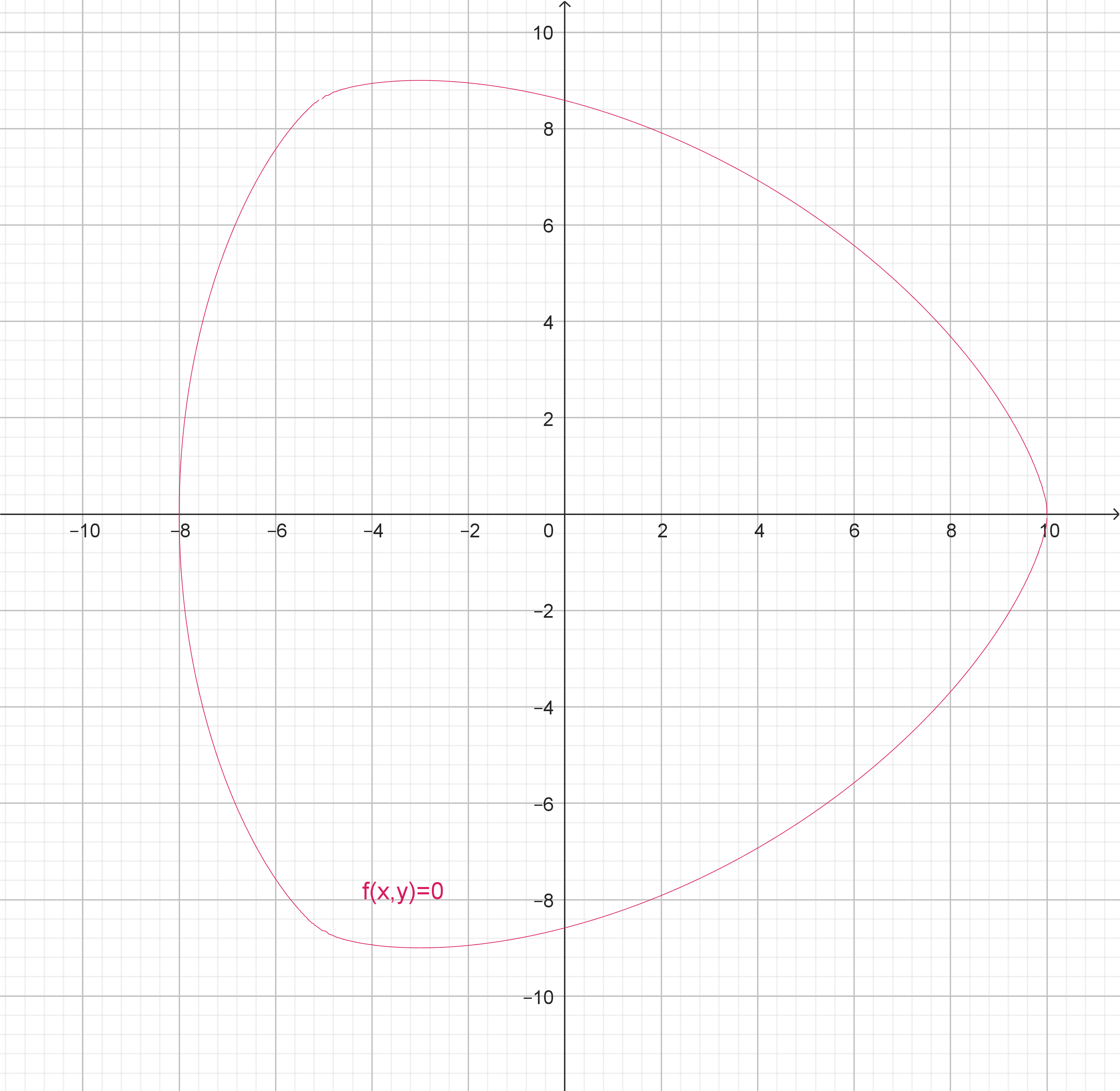
Polynôme f de degré 8 dont le graphe f(x,y)=0 est une courbe non circulaire de largeur constante

Il existe un polynôme f de degré 8 dont le graphe (c'est-à-dire l'ensemble des points (x,y) de {\displaystyle R^{2}} vérifiant f(x,y)=0) est une courbe non circulaire de largeur constante. Il est défini par : 
{\displaystyle f(x,y)=(x^{2}+y^{2})^{4}-45(x^{2}+y^{2})^{3}-41283(x^{2}+y^{2})^{2}+7950960(x^{2}+y^{2})+16(x^{2}-3y^{2})^{3}}
{\displaystyle +48(x^{2}+y^{2})(x^{2}-3y^{2})^{2}+(x^{2}-3y^{2})x[16(x^{2}+y^{2})^{2}-5544(x^{2}+y^{2})+266382]-720^{3}.}

### De façon générale
De façon générale, une courbe de largeur constante n'est pas forcément une série d'arcs de cercles raccordés (comme le triangle de Reuleaux) ou même une courbe offrant des symétries particulières : il existe en fait une infinité de courbes de largeur constante qui ne sont ni l'une ni l'autre. Elles n'ont en commun que la propriété d'être convexes.
De par sa propriété géométrique, le triangle de Reuleaux apparaît dans plusieurs mécanismes, le plus connu étant le moteur Wankel. L'ingénieur britannique Harry J. Watt a imaginé un foret utilisant cette courbe pour pratiquer des alésages quasi-rectangulaires.

## Généralisation
Il est possible de généraliser la définition : dans ℝ3, un solide d'épaisseur constante est une surface convexe qui, quelle que soit son orientation, tient dans un certain cube en étant toujours tangent à au moins trois faces. En faisant tourner un tel corps entre deux plaques parallèles de distance fixe, il est toujours en contact avec ces deux plaques sans les déformer.
Le plus simple exemple de solide de largeur constante est la sphère. Le plus simple exemple non-trivial est le solide de révolution engendré par rotation du triangle de Reuleaux autour d'un de ses axes de symétrie. Plus généralement, tous les solides de révolution engendrés à partir d'un polygone de Reuleaux sont de largeur constante : aussi en existe-t-il une infinité. En revanche, contrairement à l'intuition, le tétraèdre de Reuleaux n'est pas de largeur constante ; il est cependant possible de construire des solides de largeur constante ayant une forme similaire : les solides de Meissner.